# Microrégion du sertão do Moxotó
La microrégion du sertão do Moxotó est l'une des quatre microrégions qui subdivisent la mésorégion du Sertão dans l'État du Pernambouc au Brésil.
Elle comporte sept municipalités qui regroupaient 200 217 habitants après le recensement de 2007.

## Municipalités
- Arcoverde
- Betânia
- Custódia
- Ibimirim
- Inajá
- Manari
- Sertânia